# Гроза над полями
«Гроза над полями» (рос. «Гроза над полями») — український радянський художній фільм 1958 року режисерів Юрія Лисенка та Миколи Красія, знятий на кіностудії імені Олександра Довженка за мотивами роману Анатолія Шияна «Гроза».

## Сюжет
Ранні роки радянської влади. Яків Македон повертається додому з заробітків. Красуня Софія розповідає йому, що її брати обманом змусили її вступити в шлюб з багатієм Ізаровим, але тепер вона вільна, має статки, і вони знову можуть бути щасливі…

## У ролях
- Дзідра Рітенберга —  Софія
- Генріх Осташевський —  Яків
- Микита Ільченко —  Батько Якова
- Валентин Грудінін
- Варвара Маслюченко
- Іван Костюченко — Лук'ян Безсалий
- Георгій Безкоровайний
- Олександр Хвиля
- Данута Столярская —  Ніна
- Лаврентій Масоха
- Федір Гладков
- Дмитро Капка —  виборний
- Іван Кононенко-Козельський —  полковник
- Ольга Короткевич
- Габріель Нелідов — Антип Ткаченко
- Андрій Сова —  епізод
- Георгій Бабенко —  епізод

## Творча група
- Автор сценарію: Анатолій Шиян
- Режисер-постановник: Юрій Лисенко, Микола Красій
- Оператор-постановник: Іван Шеккер
- Композитор: Платон Майборода
- Художник-постановник: Олексій Бобровников
- Звукорежисер: Андрій Грузов